# Wheein
Jung Whee-in (hangul: 정휘인; Jeonju, Jeolla del Norte, 17 de abril de 1995), conocida como Wheein, es una cantante, compositora y bailarina surcoreana, vocalista del grupo femenino Mamamoo. En abril de 2018, debutó como solista con el sencillo digital «Easy» y en septiembre de 2019 publicó su primer álbum sencillo Soar.

## Biografía
Jung Whee-in nació en Jeonju, Jeollabuk-do, Corea del Sur, donde se crio con su abuela como hija única. Ha sido amiga de su compañera de grupo, Hwasa, desde la escuela; las dos decidieron seguir carreras en la música juntas. Se graduó en la Escuela Superior de Artes Wonkwang.

## Carrera

### 2014-presente: Debut con Mamamoo y actividades en solitario
En junio de 2014, Wheein debutó oficialmente como miembro de Mamamoo, como una de las vocalistas del grupo, con el lanzamiento de su sencillo «Mr. Ambiguous» y el EP Hello. También participó en la primera colaboración R&B del grupo, «Don't Be Happy», junto con Solar y el cantante coreano Bumkey, en enero de ese año.
El 4 de septiembre de 2019 Wheein presenta una de sus primeras actividades en solitario, un single álbum "Soar", logrando su primer all-kill y estableciendo su carrera como solista
El 1 de abril de 2021 se anunció que Wheein lanzaría su primer EP Redd el día 13 del mismo mes. La lista de canciones del disco se reveló el 5 de abril y posteriormente se confirmó que el sencillo principal sería «Water Color».
El 11 de junio de 2021 la agencia informó que Wheein no había firmado el contrato, pero firmó un acuerdo con la compañía que le permitirá participar en promociones con Mamamoo hasta diciembre de 2023.
El 31 de agosto de 2021 firmó un contrato exclusivo con la agencia de Ravi, The L1ve. El 16 de enero de 2022, Wheein lanzó su segundo EP, Whee.

## Discografía
EPs
- 2021: Redd
- 2022: Whee
- 2023: In The Mood

## Filmografía

### Televisión
| Año  | Cadena                | Programa | Papel              | Notas                                     | Ref.   |
| ---- | --------------------- | -------- | ------------------ | ----------------------------------------- | ------ |
| 2015 | 100 People, 100 Songs | JTBC     | Participante       | Episodios 29-30 (con Hwasa)               |        |
| 2015 | Duet Song Festival    | MBC      | Participante       | Piloto 1 (Especial de Chuseok)            |        |
| 2016 | Duet Song Festival    | MBC      | Participante       | Piloto 2 (Especial de Año Nuevo Lunar)    |        |
| 2016 | King of Mask Singer   | MBC      | Participante       | Episodios 55–56 (como 'Like a Half Moon') | [ 12 ] |
| 2016 | Singing Battle        | KBS      | Participante       | Episodios 8–9 (con Solar)                 |        |
| 2017 | Duet Song Festival    | MBC      | Participante       | Episodios 35–36                           | [ 13 ] |
| 2018 | Secret Unnie          | JTBC     | Miembro del elenco | Episodios 2–6                             | [ 14 ] |

## Premios y nominaciones
| Premiación        | Año  | Nominado/trabajo | Categoría                     | Resultado | Ref.   |
| ----------------- | ---- | ---------------- | ----------------------------- | --------- | ------ |
| APAN Music Awards | 2020 | Wheein           | Idol Champ Global Pick – Solo | Nominado  | [ 15 ] |
| APAN Star Awards  | 2020 | «With My Tears»  | Mejor banda sonora original   | Nominado  | [ 15 ] |